# HD 20729
HD 20729，又名CD-24 1578，SAO 168462、HR 1004，是一颗恒星，视星等为5.61，位于銀經216.21，銀緯-56.59，其B1900.0坐标为赤經3h 15m 13.2s，赤緯-24° -56.59′ 6″。